# Posey G. Lester

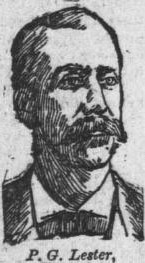
Posey G. Lester

Posey Green Lester (* 12. März 1850 bei Floyd, Floyd County, Virginia; † 9. Februar 1929 in Roanoke, Virginia) war ein US-amerikanischer Politiker. Zwischen 1889 und 1893 vertrat er den Bundesstaat Virginia im US-Repräsentantenhaus.

## Leben
Posey Lester besuchte die öffentlichen Schulen seiner Heimat. Danach arbeitete er als Lehrer im Floyd County. Außerdem war er ab 1876 Geistlicher in der Primitive Baptist Church. Ab 1883 war er in Wilson (North Carolina) Mitherausgeber einer Kirchenzeitung. Im Jahr 1920 sollte er deren Hauptherausgeber werden. Politisch war er Mitglied der Demokratischen Partei.
Bei den Kongresswahlen des Jahres 1888 wurde Lester im fünften Wahlbezirk von Virginia in das US-Repräsentantenhaus in Washington, D.C. gewählt, wo er am 4. März 1889 die Nachfolge von John Robert Brown antrat. Nach einer Wiederwahl konnte er bis zum 3. März 1893 zwei Legislaturperioden im Kongress absolvieren. Im Jahr 1892 verzichtete er auf eine weitere Kandidatur. Nach dem Ende seiner Zeit im US-Repräsentantenhaus betätigte sich Posey Lester wieder in Floyd als Geistlicher. Ab 1921 war er Pastor in Roanoke, wo er am 9. Februar 1929 starb.